# فيليكس تشيماوكو
فيليكس تشيماوكو (7 نوفمبر 1985 بنيجيريا - ) هو لاعب كرة قدم نيجيري في مركز الهجوم. لعب مع نادي تشرتشل براذرز ونادي محمدان ونادي شيراغ يونايتد كيرلا.